# Pieve Torina
Pieve Torina är en ort och kommun i provinsen Macerata i regionen Marche i Italien. Kommunen hade 1 359 invånare (2018).